# Istočni Trans-Fly jezici
Istočni Trans-Fly jezici, samostalna jezična papuanska porodica, nekad dio transnovogvinejske porodice. Obuhvaća četiri jezika, od čega tri u Papui Novoj Gvineji i jedan u Australiji na otoku Murray u državi Queensland.
Predstavnici su: bine [bon] 2.000 (1987 SIL); gizrra [tof] 1.050 (2002 SIL); i wipi ili gidra [gdr] 3.500 (1999 Shim) u Papui Novoj Gvineji; i meriam [ulk] 320 (1996 popis) u Australiji.

## Vanjske poveznice
- Ethnologue (14th)
- Ethnologue (15th)